# Eutichurus sigillatus
Eutichurus sigillatus là một loài nhện trong họ Miturgidae.
Loài này thuộc chi Eutichurus. Eutichurus sigillatus được Arthur Merton Chickering miêu tả năm 1937.